# Związki organiczne

Metan to przykład jednego z najprostszych związków organicznych

Związki organiczne – wszystkie związki chemiczne zawierające węgiel, oprócz nielicznych najprostszych związków tradycyjnie zaliczanych do związków nieorganicznych. Do wyjątków tych zalicza się tlenek węgla, dwutlenek węgla, dwusiarczek węgla, diselenek węgla, węgliki, cyjanowodór oraz kwas węglowy, cyjanowy, izocyjanowy, piorunowy i ich sole (węglany, wodorowęglany, cyjanki, cyjaniany itd.).
Pierwotnie przez związki organiczne rozumiano te, które występują tylko w organizmach żywych oraz ich syntetyczne pochodne. Jednak wraz z rozwojem chemii organicznej okazało się, że można sztucznie otrzymać niemal wszystkie związki organiczne wychodząc z nieorganicznych substratów, stąd zdecydowano się zmienić definicję na współczesną.
Związki organiczne mogą też zawierać praktycznie wszystkie pozostałe pierwiastki chemiczne. Najczęściej są to wodór, tlen i azot, zwane razem z węglem pierwiastkami organicznymi. Do innych często występujących pierwiastków można zaliczyć siarkę, fosfor oraz fluorowce.

## Historia
Termin „organiczny” ma historię sięgającą początku XIX wieku, kiedy panowało przekonanie, że związki organiczne mogą być syntezowane jedynie przez żywe organizmy za pomocą „siły życiowej”. Tego rodzaju poglądy nazywane są witalizmem i były powszechne w tamtym czasie. Zaczęły one ulegać zmianie po tym, jak w 1824 roku Friedrich Wöhler dokonał syntezy kwasu szczawiowego, a w roku 1828 otrzymał on mocznik z prostych związków nieorganicznych.
Warto zauważyć, że żaden z tych dwóch związków nie zawiera wiązań pomiędzy węglem a wodorem. Wedle jednej z definicji obecność takiego wiązania jest kryterium koniecznym, aby dany związek można było zaklasyfikować jako organiczny. Przykład ten może posłużyć do ukazania problemów, jakie wiążą się z rozróżnieniem historycznej i współczesnej definicji związku organicznego. Do związków zawierających węgiel, które są przedmiotem rozważań chemii nieorganicznej zalicza się większość substancji uznanych za nieorganiczne jeszcze przed działalnością Wöhlera, takie jak węglany.

## Klasyfikacja

Glicyna stanowi najprostszy aminokwas białkowy, a zarazem przykład związku wielofunkcyjnego

Istnieje kilka możliwości dokonania podziału związków organicznych. Jednym z nich jest podział na związki naturalne (występujące w przyrodzie) i syntetyczne. Innym jest wyróżnianie obecności heteroatomów, takich jak tlen lub azot. Jednak najbardziej intuicyjnym i powszechnie stosowanym jest klasyfikacja oparta na występowaniu w danej cząsteczce grup funkcyjnych, które mają decydujący wpływ na właściwości związku.
Do związków jednofunkcyjnych zalicza się substancje, których cząsteczki mają tylko jeden typ grup funkcyjnych. Przykładowo alkohole mają grupę hydroksylową, a aminy grupę aminową.
Związki zawierające więcej niż jeden typ grup funkcyjnych nazywa się wielofunkcyjnymi. Przykładem mogą być aminokwasy, posiadające grupę aminową oraz grupę karboksylową.
Ponadto wyróżnia się kategorię związków metaloorganicznych, charakteryzujących się obecnością atomów metalu połączonych bezpośrednio z atomami węgla.
Wiele związków organicznych jest zbudowane z wielu (nawet setek tysięcy) powtarzających się jednostek określanych mianem monomerów. Gdy jednostek tych jest od dwóch do kilkudziesięciu, związki te nazywane są oligomerami, gdy jednostek jest więcej, mówi się o polimerach.

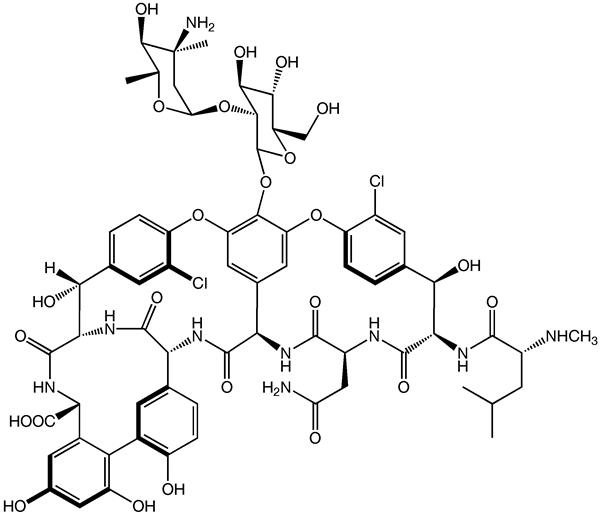
Antybiotyk wankomycyna stanowi przykład związku naturalnego o bardzo skomplikowanej budowie

Związki występujące naturalnie – to te, których źródłem są żywe organizmy lub ich szczątki. Związki te są syntezowane przez żywe organizmy lub pochodzą z ich rozkładu w środowisku naturalnym. Wiele z tych związków i ich mieszanin znalazło zastosowanie jako różnego rodzaju substancje użytkowe – od leków, przez materiały konstrukcyjne, po paliwa.
Związki syntetyczne – to takie, które zostały otrzymane na drodze sztucznej syntezy. Mogą one mieć zarówno swoje odpowiedniki naturalne, jak i nie występować w naturze. Czasami związek jest najpierw otrzymywany syntetycznie, a następnie wykrywa się go w naturze, a czasami jest na odwrót – dąży się do opracowania sztucznej syntezy związku, występującego naturalnie.
Związki chemiczne, które nie występują w naturze, są czasami nazywane sztucznymi, zaś związki otrzymane na drodze syntezy, ale występujące również w naturze, bywają nazywane związkami identycznymi z naturalnymi. Wreszcie, istnieją także zmodyfikowane związki naturalne – tj. sztucznie otrzymane pochodne związków występujących w naturze.
Podział ten komplikuje dodatkowo fakt opracowania biosyntezy wielu związków organicznych, które są na tyle złożone, że nie opłaca się ich otrzymywać na drodze syntezy tradycyjnej. Związki otrzymane w ten sposób pochodzą wprawdzie z organizmów żywych, ale są to organizmy celowo zmodyfikowane genetycznie i hodowane w celu masowej produkcji określonych substancji. W ten sposób można zarówno otrzymywać związki identyczne z naturalnymi, jak i sztuczne.
Wybór drogi otrzymywania związków organicznych jest zwykle dyktowany względami ekonomicznymi. Chemicy organicy i biotechnolodzy cały czas pracują nad nowymi drogami syntezy – w szczególności w przypadkach, w których wyodrębnianie związków naturalnych z materiału biologicznego jest bardzo kosztowne.